# Marathon van Madrid 1987
De marathon van Madrid 1987 werd gelopen op zondag 26 april 1987. Het was de tiende editie van deze marathon.
Bij de mannen werd de marathon een overwinning voor de Venezolaan Jose Angel Zapata in 2:20.38. Bij de vrouwen was de Spaanse Mercedes Calleja het snelste; zij won in 2:41.46. Met deze prestatie verbeterde ze het parcoursrecord.
In totaal finishten 3655 marathonlopers de wedstrijd.

## Uitslagen

### Mannen
| rang  | naam                | land | tijd    |
| ----- | ------------------- | ---- | ------- |
| Goud  | Jose Angel Zapata   | VEN  | 2:20.38 |
| Brons | Juan Antonio Garcia | ESP  | 2:20.56 |
| 4     | Enrique Cortinas    | ESP  | 2:20.58 |
| 5     | Juan Ramon Torres   | ESP  | 2:21.01 |
| 7     | Jose Luis Diaz      | ESP  | 2:21.32 |
| 8     | Francisco Pastor    | ESP  | 2:21.55 |
| 9     | Fernando Diaz       | ESP  | 2:22.50 |
| 10    | Santiago Garcia     | ESP  | 2:22.57 |
| 11    | Eduardo Alcaina     | ESP  | 2:23.35 |

### Vrouwen
| rang   | naam              | land | tijd    |
| ------ | ----------------- | ---- | ------- |
| Goud   | Mercedes Calleja  | ESP  | 2:41.46 |
| Zilver | Elena Cobos       | ESP  | 2:42.40 |
| Brons  | Joaquina Casas    | ESP  | 2:45.31 |
| 4      | Dalia Lopez       | ESP  | 2:48.24 |
| 5      | Carmen Mingorance | ESP  | 2:52.38 |

1978 ·
1979 ·
1980 ·
1981 ·
1982 ·
1983 ·
1984 ·
1985 ·
1986 ·
1987 ·
1988 ·
1989 ·
1990 ·
1991 ·
1992 ·
1993 ·
1994 ·
1995 ·
1996 ·
1997 ·
1998 ·
1999 ·
2000 ·
2001 ·
2002 ·
2003 ·
2004 ·
2005 ·
2006 ·
2007 ·
2008 ·
2009 ·
2010 ·
2011 ·
2012 ·
2013 ·
2014 ·
2015 ·
2016 ·
2017